# Tarista cacalis
Tarista cacalis är en fjärilsart som beskrevs av William Schaus 1906. Tarista cacalis ingår i släktet Tarista och familjen nattflyn. Inga underarter finns listade i Catalogue of Life.